# Kvinnlig kopulatorisk vokalisering
Kvinnlig kopulatorisk vokalisering, även kallad kvinnligt samlagsläte eller parningsvokalisering, produceras av honor hos primater (inklusive kvinnor hos arten människa) och honor hos icke-primater. Dessa läten inträffar vanligen under parningen/samlaget och är därför relaterade till sexuell aktivitet. Lätena som inträffar före samlaget/parningen, i syfte att locka en partner, är däremot kända som parningsläte.
Hos primater observeras parningsvokaliseringen i regel mot slutet av parningen, men det finns avsevärda variationer mellan olika arter vad gäller dess inträdande, frekvens och form. Inom vetenskapen är det allmänt accepterat att den kopulatoriska vokaliseringen tjänar ett evolutionärt syfte. Det anses att den fungerar som en anpassningsmässig lösning på problem som honor är utsatta för, inklusive barnamord, men även som ett medel för att erhålla spermier av hög kvalitet.
Hos icke-primater förekommer normalt parningsläten före själva parningen, som medel för att attrahera hanar. De fungerar som lockrop, varierar i frekvens (14 Hz till 70 000 Hz) och funktion. En av huvudanledningarna till kvinnlig vokalisering är förekomsten av partnervaktande hos hanar. Omvänt kan dessa lockrop också användas för att dra till sig högt rankade partner som kan hjälpa till att förhindra parning med den ursprungliga partnern. Detta görs för att trigga igång ett naturligt urval.
Hos arten människa är samlagsläten kopplade till sexuell njutning eller tillfredsställelse och orgasm, och därför uppträder den under själva samlaget som ett uttryck för sexuellt välmående. Vokaliseringar kan användas medvetet av kvinnor, i syfte att öka självkänslan hos deras sexualpartner och förorsaka en snabbare ejakulation.